# 1. Fußball-Club Köln 01/07 1994-1995
Questa voce raccoglie le informazioni riguardanti il 1. Fußball-Club Köln 01/07 nelle competizioni ufficiali della stagione 1994-1995.

## Stagione
Nella stagione 1994-1995 il Colonia, allenato da Morten Olsen, concluse il campionato di Bundesliga al 10º posto. In Coppa di Germania il Colonia fu eliminato in semifinale dal Wolfsburg.

## Rosa
| N. |                      | Ruolo | Calciatore      |
| -- | -------------------- | ----- | --------------- |
| 1  | Germania (bandiera)  | P     | Bodo Illgner    |
| 3  | Germania (bandiera)  | D     | Karsten Baumann |
| 4  | Germania (bandiera)  | C     | Ralf Hauptmann  |
| 5  | Germania (bandiera)  | C     | Patrick Weiser  |
| 6  | Germania (bandiera)  | C     | Olaf Janßen     |
| 7  | Germania (bandiera)  | C     | Martin Braun    |
| 8  | Germania (bandiera)  | C     | Rico Steinmann  |
| 9  | Austria (bandiera)   | A     | Anton Polster   |
| 11 | Germania (bandiera)  | A     | Bruno Labbadia  |
| 13 | Germania (bandiera)  | D     | Janosch Dziwior |
| 14 | Danimarca (bandiera) | D     | Henrik Andersen |
| 16 | Germania (bandiera)  | P     | Michael Kraft   |
| 19 | Guinea (bandiera)    | C     | Pablo Thiam     |

| N. |                      | Ruolo | Calciatore           |
| -- | -------------------- | ----- | -------------------- |
| 22 | Germania (bandiera)  | C     | Michael Rösele       |
| 23 | Danimarca (bandiera) | C     | Bjarne Goldbæk       |
| 25 | Polonia (bandiera)   | C     | Tomasz Zdebel        |
| 28 | Germania (bandiera)  | D     | Reinhard Stumpf      |
| 30 | Germania (bandiera)  | A     | Carsten Jancker      |
|    | Germania (bandiera)  | D     | Alfons Higl          |
|    | Germania (bandiera)  | D     | Markus Matros        |
|    | Germania (bandiera)  | D     | Mirko Stark          |
|    | Germania (bandiera)  | C     | Frank Greiner        |
|    | Germania (bandiera)  | C     | Horst Heldt          |
|    | Germania (bandiera)  | C     | Wolfgang Rolff       |
|    | Polonia (bandiera)   | C     | Andrzej Rudy         |
|    | Polonia (bandiera)   | A     | Dariusz Dziekanowski |

## Organigramma societario
Area tecnica
- Allenatore: Morten Olsen
- Allenatore in seconda:
- Preparatore dei portieri: Rolf Herings
- Preparatori atletici:

## Calciomercato

### Sessione estiva
| Acquisti | Acquisti             | Acquisti             | Acquisti |
| R.       | Nome                 | da                   | Modalità |
| -------- | -------------------- | -------------------- | -------- |
| C        | Martin Braun         | Friburgo             |          |
| A        | Dariusz Dziekanowski | Alemannia Aquisgrana |          |
| C        | Bjarne Goldbæk       | TeBe Berlino         |          |
| A        | Bruno Labbadia       | Bayern Monaco        |          |
| C        | Wolfgang Rolff       | Karlsruhe            |          |
| C        | Michael Rösele       | Augusta              |          |
| D        | Reinhard Stumpf      | Galatasaray          |          |

| Cessioni | Cessioni        | Cessioni        | Cessioni |
| R.       | Nome            | a               | Modalità |
| -------- | --------------- | --------------- | -------- |
| C        | Rezo Arveladze  | Dinamo Tbilisi  |          |
| P        | Alexander Bade  | Uerdingen 05    |          |
| D        | Carsten Keuler  | Wattenscheid 09 |          |
| A        | Dirk Lehmann    | Lierse          |          |
| D        | Stephan Paßlack | Uerdingen 05    |          |
| A        | Edward Sarpei   | Vorwärts Steyr  |          |
| A        | Ralf Sturm      | Wuppertal       |          |

### Sessione invernale
| Acquisti | Acquisti | Acquisti | Acquisti |
| R.       | Nome     | da       | Modalità |
| -------- | -------- | -------- | -------- |

| Cessioni | Cessioni    | Cessioni   | Cessioni |
| R.       | Nome        | a          | Modalità |
| -------- | ----------- | ---------- | -------- |
| A        | Stefan Kohn | Schalke 04 |          |

## Risultati

### Bundesliga

#### Girone di andata
| Francoforte sul Meno 20 agosto 1994, ore 15:30 CEST 1ª giornata | Eintracht Francoforte | 0 – 0 referto | Colonia | Waldstadion (44 000 spett.)\| Arbitro: \| Merk \| |
| Arbitro:                                                        | Merk                  |               |         |                                                   |

| Arbitro: | Kasper |

|              |           |                                                      |
| Labbadia 18’ | Marcatori | 12’, 22’, 35’ Möller 73’ Sammer 81’ Zorc 83’ Povlsen |

| Arbitro: | Malbranc |

|                           |           |                   |
| Kögl 24’ (rig.) Bobic 37’ | Marcatori | 18’, 90’ Labbadia |

| Arbitro: | Kiefer |

|                       |           |  |
| Polster 61’ Heldt 76’ | Marcatori |  |

| Arbitro: | Schmidt |

|                                        |           |               |
| Anderbrügge 14’, 75’ (rig.) Mulder 65’ | Marcatori | 24’ Hauptmann |

| Arbitro: | Osmers |

|                                    |           |                                                      |
| Polster 6’, 9’ (rig.) Labbadia 74’ | Marcatori | 28’ Bilić 37’ (aut.) Polster 53’ Kir'jakov 88’ Bonan |

| Arbitro: | Wiesel |

|                       |           |                          |
| Ziege 67’ Zickler 83’ | Marcatori | 43’ Labbadia 44’ Polster |

| Arbitro: | Strigel |

|             |           |                       |
| Polster 83’ | Marcatori | 18’ Spies 57’ Ekström |

| Arbitro: | Albrecht |

|                          |           |                        |
| Bode 20’ Besčastnych 48’ | Marcatori | 51’ Polster 80’ Weiser |

| Arbitro: | Malbranc |

|                            |           |             |
| Rudy 5’ Polster 28’ (rig.) | Marcatori | 24’ Wegmann |

| Arbitro: | Berg |

|                                             |           |                       |
| Cardoso 43’ Todt 76’ Spanring 83’ Spies 90’ | Marcatori | 67’ Zdebel 78’ Janßen |

| Arbitro: | Scheuerer |

|             |           |                                          |
| Polster 31’ | Marcatori | 26’ Wynhoff 55’ Kastenmaier 74’ Herrlich |

| Arbitro: | Fröhlich |

|           |           |                                          |
| Közle 45’ | Marcatori | 10’ (rig.) Kohn 58’ Greiner 73’ Labbadia |

| Arbitro: | Merk |

|               |           |             |
| Hauptmann 12’ | Marcatori | 86’ Albertz |

| Arbitro: | Habermann |

|                        |           |            |
| Polster 70’ Janßen 85’ | Marcatori | 77’ Pacult |

| Arbitro: | Weber |

|                                 |           |              |
| Völler 19’ Scholz 33’ Münch 88’ | Marcatori | 21’ Labbadia |

| Arbitro: | Zerr |

|  |           |           |
|  | Marcatori | 32’ Kuntz |

#### Girone di ritorno
| Arbitro: | Albrecht |

|                              |           |  |
| Labbadia 3’, 60’ Polster 51’ | Marcatori |  |

| Arbitro: | Steinborn |

|                            |           |                    |
| Tretschok 2’ Chapuisat 32’ | Marcatori | 55’ (rig.) Polster |

| Arbitro: | Strampe |

|           |           |  |
| Heldt 88’ | Marcatori |  |

| Krefeld 11 marzo 1995, ore 15:30 CET 21ª giornata | Bayer Uerdingen | 0 – 0 referto | Colonia | Grotenburg Stadion (18 800 spett.)\| Arbitro: \| Heynemann \| |
| Arbitro:                                          | Heynemann       |               |         |                                                               |

| Arbitro: | Buchhart |

|                                                                    |           |         |
| Labbadia 11’ Steinmann 22’ Polster 26’ Greiner 50’ Thon 74’ (aut.) | Marcatori | 4’ Kohn |

| Karlsruhe 25 marzo 1995, ore 15:30 CET 23ª giornata | Karlsruhe | 0 – 0 referto | Colonia | Wildparkstadion (26 500 spett.)\| Arbitro: \| Merk \| |
| Arbitro:                                            | Merk      |               |         |                                                       |

| Arbitro: | Kasper |

|                            |           |            |
| Thiam 43’ Polster 62’, 75’ | Marcatori | 44’ Babbel |

| Arbitro: | Wagner |

|            |           |                                      |
| Jähnig 15’ | Marcatori | 65’ Labbadia 70’ Greiner 89’ Polster |

| Arbitro: | Heynemann |

|          |           |              |
| Higl 90’ | Marcatori | 68’ Neubarth |

| Arbitro: | Fröhlich |

|               |           |  |
| Frontzeck 48’ | Marcatori |  |

| Arbitro: | Pohlmann |

|                          |           |  |
| Labbadia 24’ Greiner 88’ | Marcatori |  |

| Mönchengladbach 6 maggio 1995, ore 15:30 CEST 29ª giornata | Borussia M'gladbach | 0 – 0 referto | Colonia | Bökelbergstadion (34 500 spett.)\| Arbitro: \| Werthmann \| |
| Arbitro:                                                   | Werthmann           |               |         |                                                             |

| Arbitro: | Casper |

|  |           |                               |
|  | Marcatori | 18’ Nijhuis 47’ Hopp 87’ Löbe |

| Arbitro: | Scheuerer |

|  |           |                                       |
|  | Marcatori | 20’ Rudy 23’, 41’ Polster 87’ Dziwior |

| Arbitro: | Zerr |

|                      |           |              |
| Nowak 31’ Bodden 41’ | Marcatori | 85’ Labbadia |

| Arbitro: | Best |

|                                       |           |                                    |
| Labbadia 69’ Weiser 74’ Steinmann 85’ | Marcatori | 38’ (rig.) Völler 53’, 62’ Kirsten |

| Arbitro: | Albrecht |

|                          |           |            |
| Haber 15’ Kuntz 53’, 86’ | Marcatori | 57’ Janßen |

### Coppa di Germania
| Arbitro: | Werthmann |

|  |           |                                                            |
|  | Marcatori | 14’, 65’, 83’ Kohn 32’ Steinmann 35’ Higl 71’, 73’ Polster |

| Arbitro: | Strampe |

|             |           |                                   |
| Wolters 60’ | Marcatori | 45’ Andersen 63’ Greiner 89’ Rudy |

| Arbitro: | Osmers |

|                  |           |              |
| Labbadia 5’, 39’ | Marcatori | 36’ Maucksch |

| Arbitro: | Fröhlich |

|                  |           |               |
| Labbadia 2’, 49’ | Marcatori | 46’ Kir'jakov |

| Arbitro: | Zerr |

|  |           |           |
|  | Marcatori | 20’ Reich |

## Statistiche

### Statistiche di squadra
| Competizione      | Punti | In casa | In casa | In casa | In casa | In casa | In casa | In trasferta | In trasferta | In trasferta | In trasferta | In trasferta | In trasferta | Totale | Totale | Totale | Totale | Totale | Totale | DR  |
| Competizione      | Punti | G       | V       | N       | P       | Gf      | Gs      | G            | V            | N            | P            | Gf           | Gs           | G      | V      | N      | P      | Gf     | Gs     | DR  |
| ----------------- | ----- | ------- | ------- | ------- | ------- | ------- | ------- | ------------ | ------------ | ------------ | ------------ | ------------ | ------------ | ------ | ------ | ------ | ------ | ------ | ------ | --- |
| Bundesliga        | 43    | 17      | 8       | 3       | 6       | 31      | 28      | 17           | 3            | 7            | 7            | 23           | 26           | 34     | 11     | 10     | 13     | 54     | 54     | 0   |
| Coppa di Germania | -     | 3       | 2       | 0       | 1       | 4       | 3       | 2            | 2            | 0            | 0            | 10           | 1            | 5      | 4      | 0      | 1      | 14     | 4      | +10 |
| Coppa Intertoto   | -     | 3       | 1       | 1       | 1       | 11      | 5       | 2            | 1            | 1            | 0            | 1            | 0            | 5      | 2      | 2      | 1      | 12     | 5      | +7  |
| Totale            | 43    | 23      | 11      | 4       | 8       | 46      | 36      | 21           | 6            | 8            | 7            | 34           | 27           | 44     | 17     | 12     | 15     | 80     | 63     | +17 |

### Andamento in campionato
| Giornata  | 1  | 2  | 3  | 4  | 5  | 6  | 7  | 8  | 9  | 10 | 11 | 12 | 13 | 14 | 15 | 16 | 17 | 18 | 19 | 20 | 21 | 22 | 23 | 24 | 25 | 26 | 27 | 28 | 29 | 30 | 31 | 32 | 33 | 34 |
| --------- | -- | -- | -- | -- | -- | -- | -- | -- | -- | -- | -- | -- | -- | -- | -- | -- | -- | -- | -- | -- | -- | -- | -- | -- | -- | -- | -- | -- | -- | -- | -- | -- | -- | -- |
| Luogo     | T  | C  | T  | C  | T  | C  | T  | C  | T  | C  | T  | C  | T  | C  | C  | T  | C  | C  | T  | C  | T  | C  | T  | C  | T  | C  | T  | C  | T  | C  | T  | T  | C  | T  |
| Risultato | N  | P  | N  | V  | P  | P  | N  | P  | N  | V  | P  | P  | V  | N  | V  | P  | P  | V  | P  | V  | N  | V  | N  | V  | V  | N  | P  | V  | N  | P  | V  | P  | N  | P  |
| Posizione | 12 | 16 | 16 | 13 | 13 | 13 | 13 | 15 | 15 | 14 | 14 | 15 | 14 | 13 | 13 | 13 | 13 | 13 | 13 | 13 | 13 | 11 | 11 | 10 | 8  | 9  | 9  | 9  | 9  | 9  | 9  | 9  | 9  | 10 |

Legenda:

Luogo: C = Casa; T = Trasferta. Risultato: V = Vittoria; N = Pareggio; P = Sconfitta.

### Statistiche dei giocatori
| Giocatore       | Bundesliga | Bundesliga | Bundesliga  | Bundesliga | Coppa di Germania | Coppa di Germania | Coppa di Germania | Coppa di Germania | Totale   | Totale | Totale      | Totale     |
| Giocatore       | Presenze   | Reti       | Ammonizioni | Espulsioni | Presenze          | Reti              | Ammonizioni       | Espulsioni        | Presenze | Reti   | Ammonizioni | Espulsioni |
| --------------- | ---------- | ---------- | ----------- | ---------- | ----------------- | ----------------- | ----------------- | ----------------- | -------- | ------ | ----------- | ---------- |
| H. Andersen     | 16         | 0          | 6           | 0          | 3                 | 1                 | 0                 | 0                 | 19       | 1      | 6           | 0          |
| K. Baumann      | 23         | 0          | 5           | 1          | 2                 | 0                 | 1                 | 0                 | 25       | 0      | 6           | 1          |
| M. Braun        | 0          | 0          | 0           | 0          | 0                 | 0                 | 0                 | 0                 | 0        | 0      | 0           | 0          |
| D. Dziekanowski | 0          | 0          | 0           | 0          | 0                 | 0                 | 0                 | 0                 | 0        | 0      | 0           | 0          |
| J. Dziwior      | 7          | 1          | 1           | 0          | 0                 | 0                 | 0                 | 0                 | 7        | 1      | 1           | 0          |
| B. Goldbæk      | 14         | 0          | 2           | 0          | 2                 | 0                 | 0                 | 0                 | 16       | 0      | 2           | 0          |
| F. Greiner      | 29         | 4          | 8           | 0          | 4                 | 1                 | 1                 | 0                 | 33       | 5      | 9           | 0          |
| R. Hauptmann    | 23         | 2          | 3           | 0          | 4                 | 0                 | 0                 | 0                 | 27       | 2      | 3           | 0          |
| H. Heldt        | 16         | 2          | 0           | 0          | 3                 | 0                 | 0                 | 0                 | 19       | 2      | 0           | 0          |
| A. Higl         | 25         | 1          | 5           | 1          | 3                 | 1                 | 0                 | 0                 | 28       | 2      | 5           | 1          |
| B. Illgner      | 34         | 0          | 0           | 0          | 5                 | 0                 | 0                 | 0                 | 39       | 0      | 0           | 0          |
| C. Jancker      | 4          | 0          | 0           | 0          | 0                 | 0                 | 0                 | 0                 | 4        | 0      | 0           | 0          |
| O. Janßen       | 27         | 3          | 8           | 1          | 3                 | 0                 | 0                 | 0                 | 30       | 3      | 8           | 1          |
| S. Kohn         | 12         | 1          | 0           | 0          | 2                 | 3                 | 0                 | 0                 | 14       | 4      | 0           | 0          |
| M. Kraft        | 0          | 0          | 0           | 0          | 0                 | 0                 | 0                 | 0                 | 0        | 0      | 0           | 0          |
| B. Labbadia     | 33         | 14         | 7           | 0          | 5                 | 4                 | 1                 | 0                 | 38       | 18     | 8           | 0          |
| M. Matros       | 0          | 0          | 0           | 0          | 0                 | 0                 | 0                 | 0                 | 0        | 0      | 0           | 0          |
| T. Polster      | 32         | 17         | 3           | 0          | 5                 | 2                 | 1                 | 0                 | 37       | 19     | 4           | 0          |
| W. Rolff        | 14         | 0          | 3           | 2          | 3                 | 0                 | 0                 | 0                 | 17       | 0      | 3           | 2          |
| A. Rudy         | 31         | 2          | 6           | 0          | 5                 | 1                 | 1                 | 0                 | 36       | 3      | 7           | 0          |
| M. Rösele       | 2          | 0          | 0           | 0          | 0                 | 0                 | 0                 | 0                 | 2        | 0      | 0           | 0          |
| M. Stark        | 0          | 0          | 0           | 0          | 0                 | 0                 | 0                 | 0                 | 0        | 0      | 0           | 0          |
| R. Steinmann    | 27         | 2          | 4           | 0          | 5                 | 1                 | 0                 | 0                 | 32       | 3      | 4           | 0          |
| R. Stumpf       | 8          | 0          | 2           | 0          | 3                 | 0                 | 2                 | 0                 | 11       | 0      | 4           | 0          |
| P. Thiam        | 16         | 1          | 2           | 0          | 1                 | 0                 | 0                 | 0                 | 17       | 1      | 2           | 0          |
| P. Weiser       | 32         | 2          | 3           | 0          | 5                 | 0                 | 0                 | 0                 | 37       | 2      | 3           | 0          |
| T. Zdebel       | 13         | 1          | 1           | 0          | 2                 | 0                 | 0                 | 0                 | 15       | 1      | 1           | 0          |